# Ramellogammarus oregonensis
Ramellogammarus oregonensis is een vlokreeftensoort uit de familie van de Anisogammaridae. De wetenschappelijke naam van de soort is voor het eerst geldig gepubliceerd in 1944 door Clarence Raymond Shoemaker.